# Pablo Zeballos
Pablo Daniel Zeballos Ocampos (Lambaré, 4 marzo 1986) è un calciatore paraguaiano, attaccante del Template:Ameliano.

## Carriera

### Club
Dopo aver giocato con varie squadre di club, nel 2010 si trasferisce al Cerro Porteño, squadra con cui conta 44 presenze e 24 gol.
Nel 2011 con il Club Olimpia segna 25 gol in 43 presenze attirando su di sé l'attenzione del Genoa, Cagliari e Bologna.
Nell'estate del 2012 viene acquistato dal Kryl'ja Sovetov e nel gennaio del 2013 si trasferisce in prestito all'Emelec.

### Nazionale
Nel 2008 debutta con la nazionale paraguaiana. Nel 2011 partecipa alla Coppa America